# رأس تنس
رأس تنس هو رأس جزائري يقع في ولاية الشلف شمال شرق تنس .

## تاريخ
وُضع عدد قليل من الفوانيس البدائية النادرة بالقرب من الملاجئ التي كانت بمثابة ملجأ للمراكب البربرية؛ مثل الفانوس العادي الموجود على البرج العالي في حصن الصخرة. منذ السنوات الأولى للإحتلال الفرنسي، رُكبت شعلات أكثر كفاءة في أكثر النقاط المميزة. وهكذا في عام 1834، قام الفرنسيون بتركيب جهاز بدلاً من فانوس الجزائر العاصمة والذي يتكون من ضوء ثابت يعلوه تاج دوار يحمل 8 مصابيح مع عاكسات مرتبة لإنتاج ضوء كسوف لمدة 30 ثانية. في 30 ثانية.
تناول التقرير الرسمي الأول إنارة السواحل الجزائرية، وهو تقرير اللجنة البحرية الجزائرية لعام 1843 الذي وضع تقريراً كاملاً «عن التحسينات التي يجب إجراؤها على الأضواء الموجودة (الجديدة في ذلك الوقت)، للأضواء التي سيتم إنشاؤها. على الفور، يجب إشعال الشعلات بعد ذلك». نفذ على مدار عدة سنوات، مع التعديلات التي فرضها التقدم التقني وتطور الملاحة، والتي قررت لجنة المنارة لعام 1861 أهمها.
عُدلت الأجهزة بشكل دوري بين عامي 1860 و 1900. كان أبرز هذه التحسينات هو استبدال الزيت المعدني بالزيت النباتي في عام 1881 بعد ذلك، من خلال استخدام بعض شعلات المصابيح عند مستوى ثابت.
افتتحت المنارة في 15 نوفمبر 1865.
في عام 1902، وُضع برنامج جديد لتحسين الإضاءة الساحلية من خلال إنشاء لجنة بحرية خاصة تبنت برنامجًا للإنجازات يوفر، من بين أمور أخرى، استبدال الأضواء الثابتة الموجودة عن طريق وميض الأضواء الغامضة مع أو بدون قطاعات زاهية الألوان. البرنامج الذي نُفذ بالكامل من 1904 إلى 1908 باستثناء الرصيف الشمالي لميناء الجزائر. في عام 1924 تابع كبير المهندسين لخدمة المنارة المركزية كهربة الأضواء الرئيسية وأضواء الموانئ منذ البعثة العلمية إلى الجزائر.
بالإضافة إلى ذلك، تم تشغيل أربعة أجهزة راديوية ؛ في منارة الأميرالية بالجزائر العاصمة (1931)، في رأس الإبرة (1938)، في رأس كاكسين (1938) وفي رأس ماتيفو (1942). كما خططت الخدمات الفنية لإنشاء أربعة مبانٍ إضافية في غضون فترة زمنية قصيرة في رأس تنس، ورأس بنقوت، ورأس بوقارون، ورأس العسة.

## وصف
تقع المنارة على الطرف الغربي للرأس، وهي برج مربع ذو بناء أملس بانحدار في الجهة العليا، وسلسلة زوايا مبنية بأحجار، تظهر على مبنى مستطيل أملس بسلسلة زوايا مبنية بأحجار بارزة. يوجد فوق البرج فانوس يصان من الداخل ومصباح كهربائي بقوة 500 واط، و24 فولط
اكتشف الدكتور إتش مارشاند محطة من عصور ما قبل التاريخ بالقرب من رأس تنس في عام 1933. الكهف السفلي عبارة عن مأوى بعمق 10 م وعرض 20 2 ، أي حوالي 30 م من مستوى سطح البحر. نقب J.Lorcin عنه في 1953-1954. الكهف العلوي ، الأصغر ، أقل أهمية من الناحية الأثرية.

## مقالات لها صلة
- قائمة المنارات في الجزائر
- قائمة رؤوس الجزائر

## روابط خارجية
- http://www.tenes.info/galerie/LECAPTENES/Phare_de_Tenes3_001